# Misty Mundae: Addicted to Lust
Pour plus de détails, voir Fiche technique et Distribution.
Misty Mundae: Addicted to Lust est un vidéofilm américain réalisé par Misty Mundae elle-même et sorti en 2003.

## Synopsis
Ruby, une stripteaseuse, s'adonne à la drogue, au sexe et à d'autres excès de l'existence. Après un rendez-vous dans son appartement avec son dealer local, O-Rock, elle le séduit. 

## Fiche technique
- Titre : Misty Mundae: Addicted to Lust / Lustful Addiction
- Réalisateur : Misty Mundae
- Scénario : Misty Mundae
- producteur : Michael Raso
- Société de production : Seduction Cinema
- Musique : Tim Tomorrows
- Langue : Anglais
- Lieux de tournage : New Jersey, États-Unis
- Format : Couleurs
- Pays :  États-Unis
- Durée : 1 h 14
- Date de sortie :
  -  États-Unis : 19 mai 2003

## Distribution
- Misty Mundae : Opala
- Ruby Larocca : Ruby
- Darian Caine : Daphne
- Johnny Crash : O-Rock